# Halimba
Halimba è un comune dell'Ungheria di 1.139 abitanti (dati 2001). È situato nella contea di Veszprém.